# Alfonso Milián Sorribas
Alfonso Milián Sorribas (ur. 15 stycznia 1939 w La Cuba, zm. 26 listopada 2020 w Saragossie) – hiszpański duchowny katolicki, biskup Barbastro-Monzón w latach 2004–2014.

## Życiorys
Święcenia kapłańskie otrzymał 25 marca 1962 i został inkardynowany do archidiecezji Saragossa. Pełnił funkcje m.in. członka Rady Kapłańskiej (1978–1990), wikariusza biskupiego dla Wikariatu IV (1982–1990), delegata ds. powołań (1992–1998) i apostolatu świeckich (1992–1996), a także wikariusza biskupiego dla Wikariatu II (1998–2004).

### Episkopat
9 listopada 2000 papież Jan Paweł II mianował go biskupem pomocniczym archidiecezji Saragossa, ze stolicą tytularną Diana. Sakry biskupiej udzielił mu 3 grudnia 2000 ówczesny arcybiskup Saragossy, Elías Yanes Álvarez.
11 listopada 2004 został mianowany biskupem ordynariuszem diecezji Barbastro-Monzón. Ingres do katedry w Barbastro odbył 19 grudnia 2004.
27 grudnia 2014 papież przyjął jego rezygnację z pełnionego urzędu, złożoną ze względu na wiek.
Zmarł 26 listopada 2020 w Saragossie.